# Cimetière militaire allemand de Vermandovillers
Le cimetière militaire allemand de Vermandovillers est un cimetière militaire de la Première Guerre mondiale, situé sur le territoire de la commune de Vermandovillers dans le département de la Somme.

## Localisation
Le cimetière est situé à l’extérieur du village sur la route de Vermandovillers à Foucaucourt-en-Santerre. Il est longé en partie par l’autoroute A 29.

## Caractéristiques
C’est le plus vaste des onze cimetières militaires allemands de la Grande Guerre dans le département de la Somme. Édifié par l’État français en 1920, Il rassemble 22 632 corps de soldats dont 9 455 dans des tombes individuelles matérialisées par des croix de métal noires. 379 corps n’ont pas pu être identifiés. Quinze ossuaires abritent 13 200 corps dont 10 610 non-identifiés.
La nécropole de Vermandovillers rassemble les corps de soldats morts pendant la guerre entre 1914 et 1918. L’essentiel des morts sont tombés au cours de la Bataille de la Somme de 1916, de la Bataille du Kaiser de mars 1918 et de l’Offensive des Cent-Jours d’août 1918.
Cet espace, sous ses majestueux saules pleureurs, abrite les tombes des poètes Alfred Lichtenstein et Reinhard Sorge ainsi que celles de deux coéquipiers du Baron rouge.

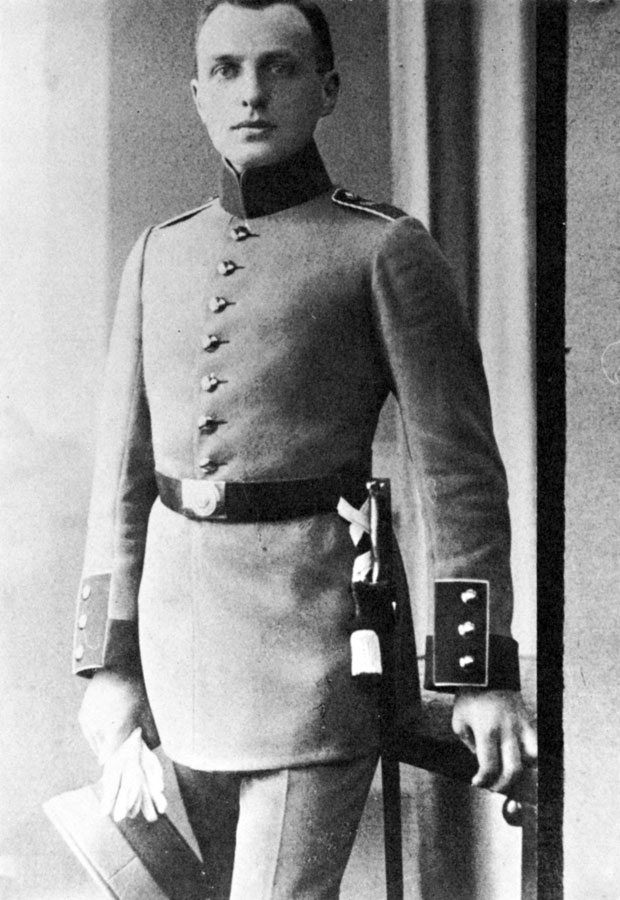
Alfred Lichtenstein (mort en 1914)
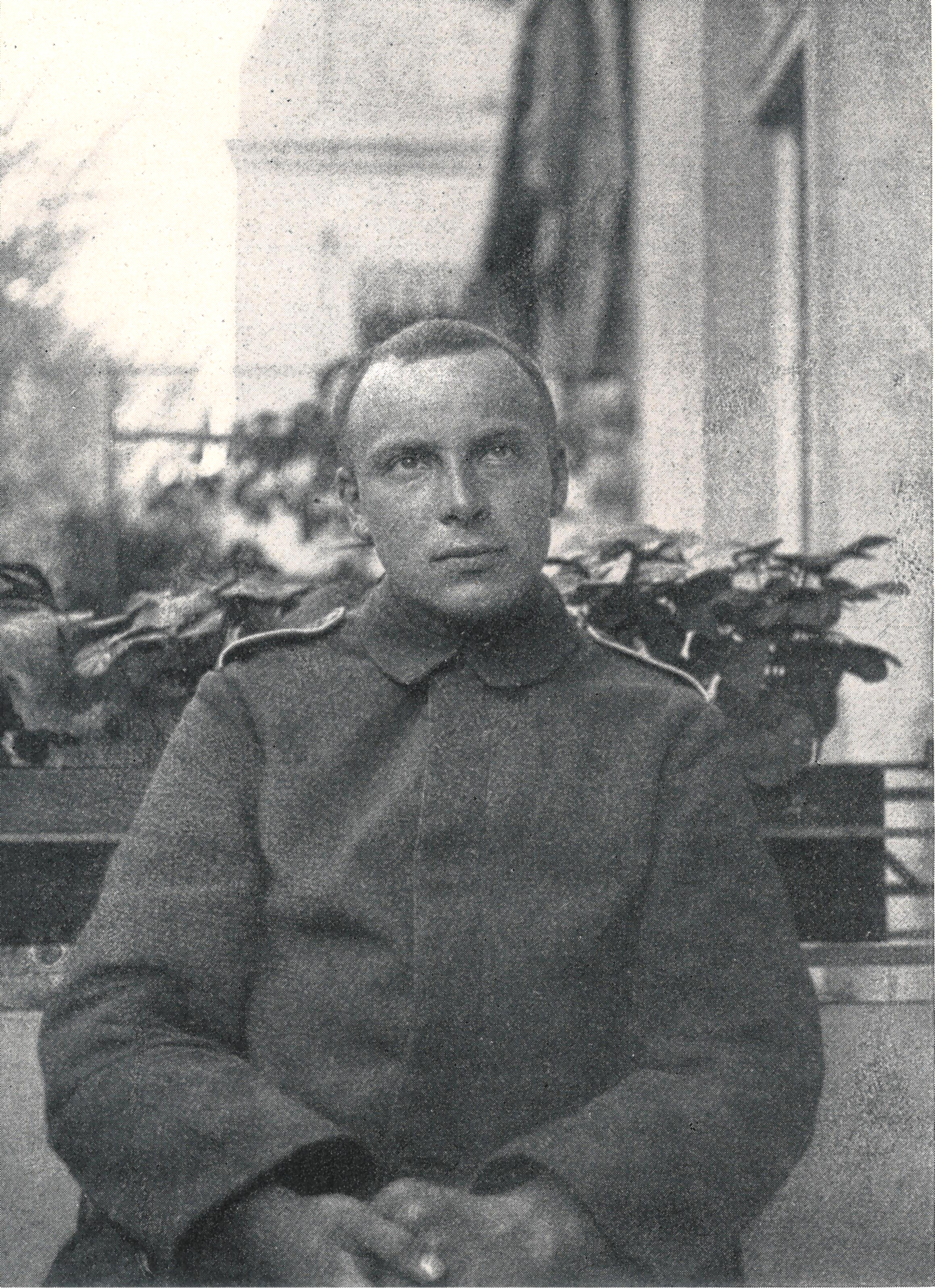
Reinhard Sorge (mort en 1916)

## Photos du cimetière

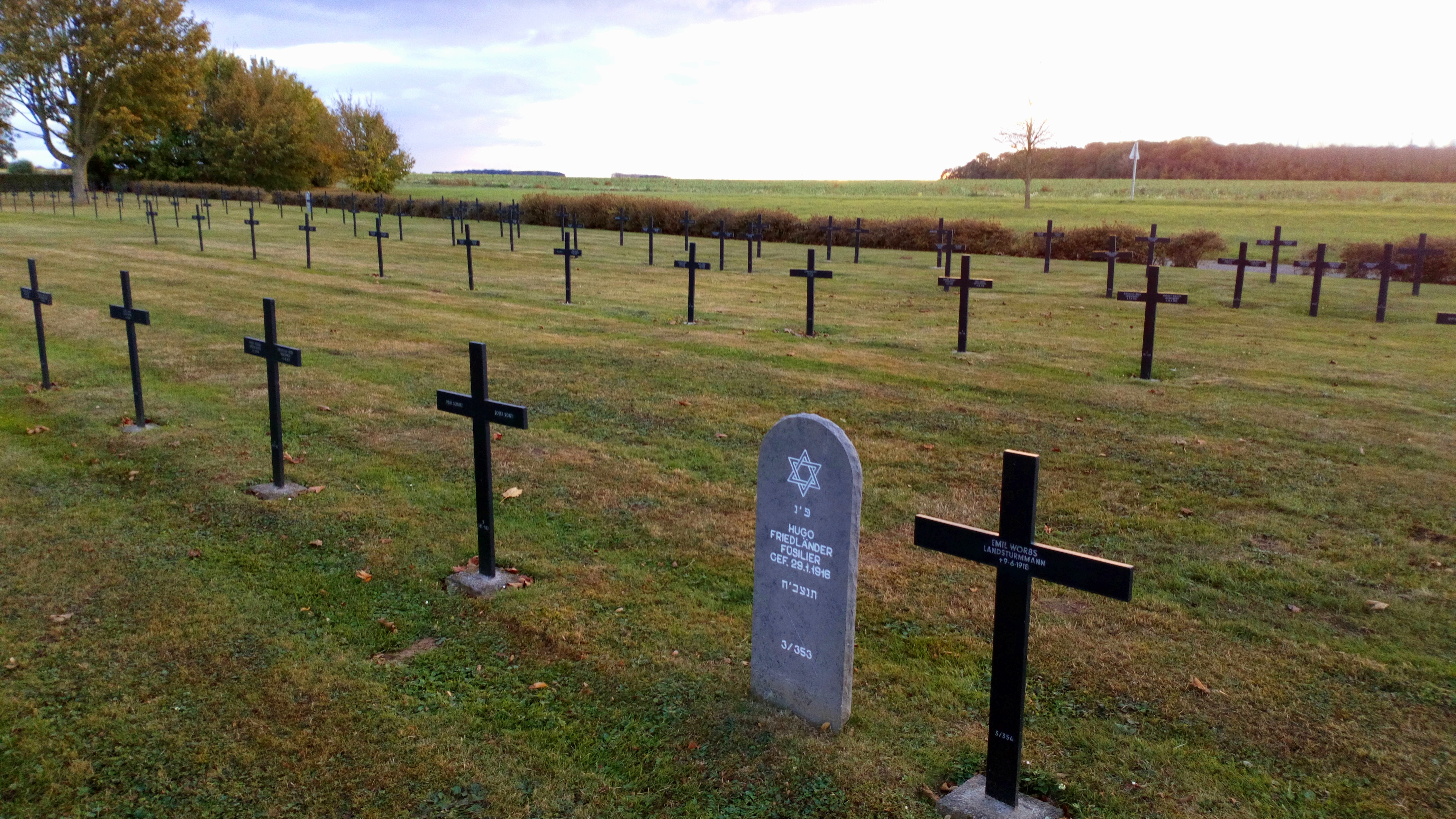
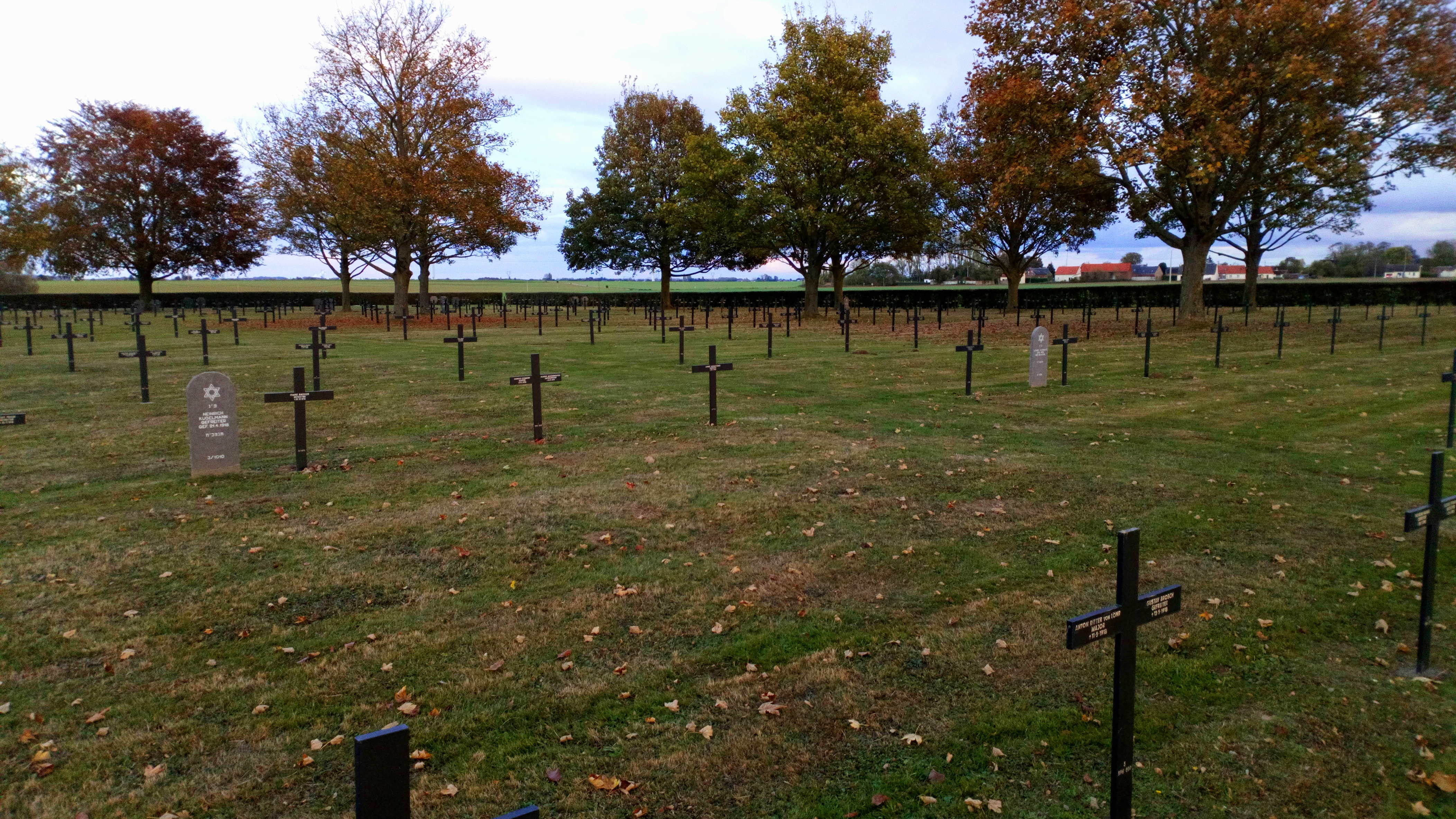
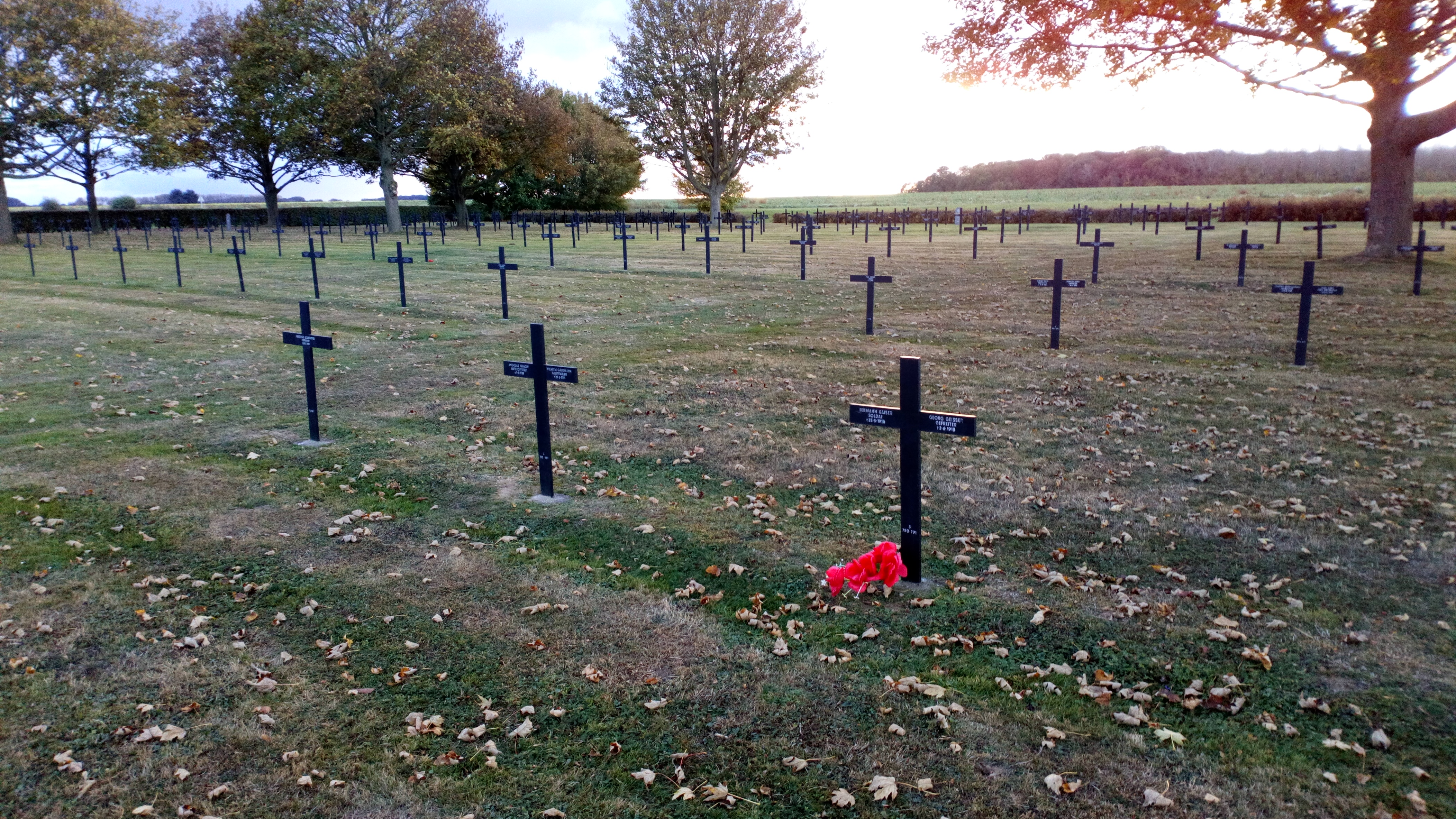
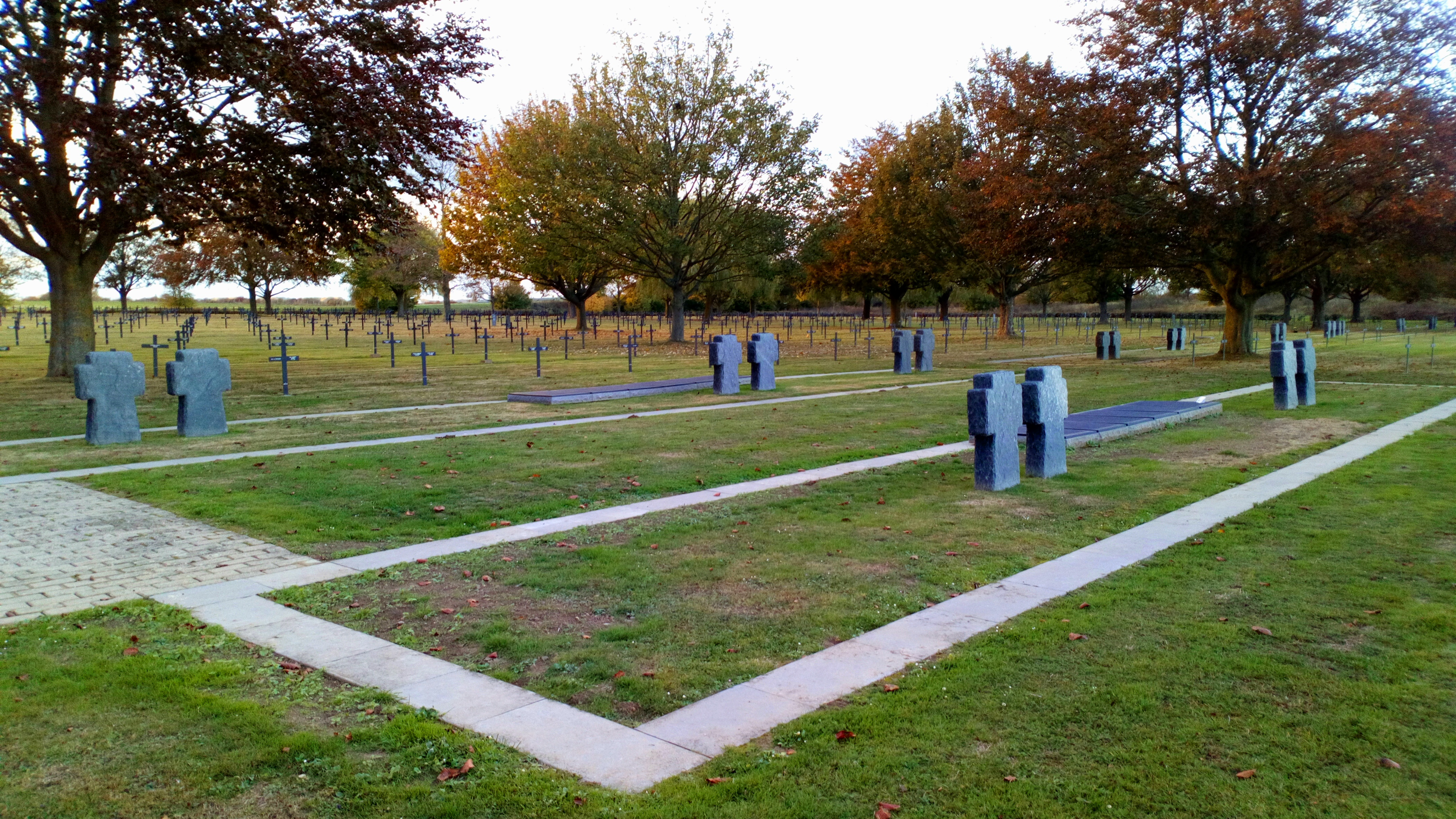

## Pour approfondir